# Uma Quic
Uma Quic (Uma Qui’ic, Uma Quik, Beobe) ist ein osttimoresischer Suco im Verwaltungsamt Viqueque (Gemeinde Viqueque). Der Ortsname leitet sich aus der lokalen Sprache Tetum Terik ab. Uma bedeutet „Haus“, ki’ik „klein“.

## Geographie

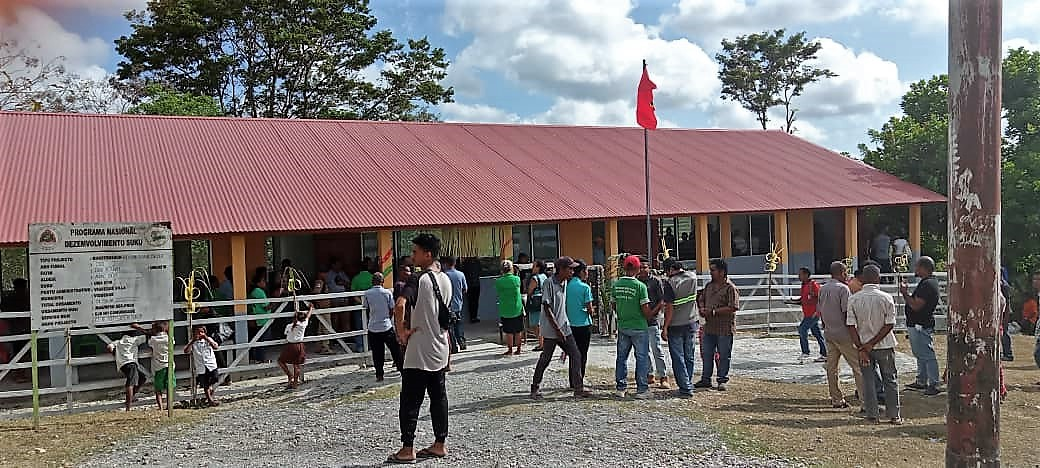
Escola Basica Filial Tia-Ai-Tahan in Uma Quic

Vor der Gebietsreform 2015 hatte Uma Quic eine Fläche von 50,18 km². Nun sind es 61,01 km². Der Suco liegt im Süden des Verwaltungsamts Viqueque an der Küste der Timorsee. Westlich befinden sich die Sucos Bibileo und Bahalarauain, nördlich die Sucos Uai-Mori, Caraubalo und Uma Uain Craic und östlich der Suco Maluru. Die Ostgrenze bildet der Fluss Cuha.
Entlang der Nordgrenze führt die südliche Küstenstraße, eine der wichtigsten Verkehrswege des Landes. Im Nordosten reichen die Vororte der Gemeindehauptstadt Viqueque nach Uma Quic hinein. Zu diesen gehören auch die größeren Siedlungen des Sucos. Dies sind: Lua (Luwa), Bahafou (Bahafau), Maroman, Bahabunac (Bahabunak), Macadean (Makdean), Aina Uain (Ainauain) und Raihun. Hier liegt auch das Flugfeld Viqueques und ein Hubschrauberlandeplatz für Notfälle.
Im Suco befinden sich die acht Aldeias Aidac Bein, Aina Uain, Bahabunac, Bahafou, Lua, Macadean, Maroman und Raihun.

## Einwohner
In Uma Quic leben 2.735 Einwohner (2022), davon sind 1.391 Männer und 1.344 Frauen. Im Suco gibt es 506 Haushalte. Über 67 % der Einwohner geben Tetum Terik als ihre Muttersprache an. Fast 31 % sprechen Makasae und eine Minderheit Tetum Prasa.

## Geschichte
Miguel Soares, der 1975 Liurai von Uma Quic war, war als einziger Liurai im Subdistrikt Anhänger der APODETI, während die anderen zur UDT standen. Grund war, dass Miguels Tochter Mariazinha mit dem APODETI-Generalsekretär José Fernando Osório Soares verheiratet war. Auch Miguels Sohn Pinto Soares war Aktivist in der APODETI. Er gehörte zu den Gründungsmitgliedern der Partei.
Die pro-indonesische Miliz Pedjuang 59–75 hatte in Uma Quic, im Süden der Stadt Viqueque ihre Basis.

## Politik
Bei den Wahlen von 2004/2005 wurde Jaime Freira Gonzaga zum Chefe de Suco gewählt. Bei den Wahlen 2009 gewann Hermenegildo Rangel und wurde 2016 im Amt bestätigt.

## Persönlichkeiten
- Paulina Ribeiro (1950–2021), Unabhängigkeitskämpferin